# Lenguas de la Comunidad Valenciana
Las lenguas de la Comunidad Valenciana son los idiomas hablados de manera estable por los valencianos. Según el Estatuto de Autonomía de la Comunidad Valenciana, el castellano y el valenciano son las dos lenguas oficiales de la comunidad, siendo esta última la propia del pueblo valenciano. El nivel de uso y conocimiento de ambas lenguas varía según la zona y el grupo generacional.

## Historia

### Lenguas antiguas
En el territorio de la actual Comunidad Valenciana se han hablado multitud de lenguas antes de la formación definitiva del valenciano. La lengua ibérica es una lengua antigua que se habló en la península ibérica antes de la llegada de los romanos. Estudios demuestran que los íberos se asentaron predominantemente en el levante español, por lo que la extensión del idioma íbero cubrió toda la costa mediterránea de la península ibérica durante los siglos VI a. C. y II a. C. A pesar de que existen algunos registros escritos de la lengua ibérica, como inscripciones en monumentos y monedas, gran parte de esta lengua se ha perdido y sólo se han conservado unos pocos textos que permiten su estudio y análisis. 
Con la romanización iniciada en el siglo III a. C., el íbero y otras lenguas indígenas fueron progresivamente desplazadas por el latín vulgar, que se convirtió en la lengua predominante en la administración, el comercio y la vida cotidiana. Este fenómeno fue crucial para desarrollar la primera identidad de pertenencia colectiva de la península ibérica. Durante más de cinco siglos, el latín evolucionó en el territorio en contacto con el sustrato local, lo que produjo las bases de las futuras lenguas iberorromances. Algunos autores consideran que el posterior dominio musulmán interrumpió esa evolución en el territorio de la actual Comunidad Valenciana, aunque otros autores sostienen que persistieron romances hablados por las comunidades mozárabes.

### Origen del valenciano
El origen del idioma valenciano es objeto de controversia entre los historiadores y lingüistas. La postura más extendida explica que el valenciano nace en el siglo XIII, tras la reconquista cristiana liderada por el rey Jaime I de Aragón. Los repobladores catalanes aportaron su lengua al nuevo Reino de Valencia, sentando las bases de lo que se convertiría en el valenciano moderno. Aún así, otros medievalistas y lingüistas como Leopoldo Peñarroja, Antonio Ubieto, Mourelle de Lema, Germán Colón y Xaverio Ballester (ca) argumentan otra versión que indica que el valenciano moderno deriva directamente del romance valenciano, hablado desde el IX hasta la conquista de Valencia. Esta postura es considerada como revisionista y sufre de críticas por parte de otros autores.
Las primeras manifestaciones escritas del valenciano aparecen en el siglo XIII, y a lo largo del siglo XIV se consolida como lengua literaria, administrativa y notarial. Filológicamente, el valenciano forma parte del bloque occidental del catalán valenciano, junto con el catalán noroccidental y el catalán de la Franja de Aragón. 

### Valenciano en el Reino de Valencia
El valenciano mantuvo un papel muy importante dentro de la consolidación del Reino de Valencia. Valencia asumió la hegemonía en los aspectos demográficos, socioeconómicos y culturales en el siglo XV, y el afianzamiento de su personalidad lingüística fue consolidada. A partir del siglo XVI comenzó un proceso de castellanización, debido a que el castellano se convirtió en la lengua de prestigio dentro de la corte, la administración real y el mundo académico. Este proceso se aceleró drásticamente después de la guerra de sucesión española, cuando el nuevo rey Felipe V de Borbón abolió los fueros de Valencia mediante la aplicación de los Decretos de Nueva Planta en 1707. Esto significó la imposición definitiva del castellano como lengua única en todos los ámbitos públicos.

### Edad contemporánea
En la segunda mitad del siglo XIX se produjo un periodo de recuperación del valenciano para usos literarios y cultos, después de haber estado arrinconado en el terreno particular y familiar. Este periodo conocido como Renaixensa dio paso a un convulso siglo XX para el valenciano marcado por el conocido como conflicto lingüístico valenciano y por su reconocimiento como lengua oficial, junto con el castellano, en el Estatuto de Autonomía de la Comunidad Valenciana de 1982.

## Situación legal
El valenciano y el castellano son reconocidas como lenguas oficiales. La base legal principal de este régimen lingüístico es el Estatuto de Autonomía de la Comunidad Valenciana de 1982. Este establece en su artículo 6 que «la lengua propia de la Comunidad Valenciana es el valenciano» y que «el valenciano y el castellano son lenguas oficiales en la Comunidad Valenciana». Las Cortes Valenciana aprobaron en 1983 la ley de uso y enseñanza del valenciano, la cual define los principios básicos para que el valenciano este presente en todos los ámbitos de la comunidad.
Una característica significativa de este régimen es la existencia de las denominadas zonas castellanohablantes. Esta región, que incluye comarcas del interior de la comunidad, son territorios en los que el uso oficial del valenciano es limitado y en los que no se exige su conocimiento como requisito para acceder a la función pública.

## Distribución geográfica

### Zonas valencianohablantes
El dominio lingüístico del valenciano abarca históricamente las comarcas litorales, el llano central y las áreas montañosas del sur. Hoy en día, en las grandes capitales la presencia del valenciano está en decadencia, a causa del proceso de minorización de esta lengua en favor del castellano. No obstante, en términos generales, ha experimentado una notable recuperación, ya que ha pasado del 4 % de valencianos alfabetizados en 1982 al 85 % en 2001.